# 94-мм зенітна гармата QF 3.7
94-мм зенітна гармата QF 3.7 (англ. QF 3.7-inch AA gun) — британська важка зенітна гармата часів Другої світової війни. Виробництво гармати почалося в 1937 році і здобуло широкого застосування практично в усіх битвах Другої світової, особливо під час битви за Британію.

## Історія служби
Під час Першої світової війни швидко розвивалася авіація і відповідно засоби боротьби з ними, в першу чергу зенітні гармати. Британська армія прийняла на озброєння 76-мм зенітну гармату QF 3-inch 20 cwt, яка стала найбільш розповсюдженим видом зенітної артилерії. Незадовго до кінця війни, на озброєння мала була надійти досконаліша 90-мм зенітна гармата, але через завершення війни новітня зброя не була запущена у виробництво. Після війни всі зенітні гармати, окрім трьохдюймових, були утилізовані.
Однак війна наочно продемонструвала можливості військової авіації та загрозу ударів з повітря, отже уроки були вивчені. У 1922 році британці відновили формування зенітної артилерії, які розпочали діяти, використовуючи здобутий багатий досвід попередньої війни. У 1925 році Королівські ПС заснували нове Командування ППО Великої Британії, й усі зенітні підрозділи Королівської артилерії були передані під його командування.
У 1928 році були затверджені тактико-технічні вимоги до нової гармати калібру 94-мм, що повинна була вести вогонь по повітряних цілях 11-кг снарядами зі стелею в 8500 м. Однак, через фінансові труднощі проєкт гальмувався декілька років, а згодом вимоги були підвищені. Наразі гармата мала стріляти 13-кг снарядами з початковою дуловою швидкістю 910 м/с, на висоту польоту цілей до 11000 м, пересуватися на дорогах зі швидкістю 40 км/год і час приведення у бойову готовність не мав перевищувати 15 хвилин.
У 1934 році Vickers-Armstrongs розробила прототип зенітної гармати, який був відібраний конкурсною комісію фахівців ППО і в 1936 році пройшов приймальні випробування. Однак, система не повною мірою відповідали вихідним вимогам: вага перевищувала визначену норму, дулова швидкість не була досягнута, отже було витрачено ще кілька років доробок доки гармату не запустили до виробництва. Лише 1937 році гармату QF 3.7 запустили у серійне виробництво.
За станом на 1 січня 1938 року британські ППО мали лишень 180 зенітних гармат калібром більше 50 мм, і більшість з них були застарілими 3-дюймовими гарматами. До Мюнхенської кризи у вересні 1938 року їхня кількість зросла до 341, а до оголошення Британією війни нацистській Німеччині у вересні 1939 року до 540 (оголошення війни) та до 1140 під час битви за Британію. Виробництво тривало до 1945 року, в середньому 228 гармат щомісяця. Гармати також виготовлялися в Австралії.

## Країни-експлуатанти
| - Австралія - Бельгія - Велика Британія - Індія - Ізраїль - Ірландія - Канада - Кіпр | - Мальта - Непал - Третій Рейх (трофейні) - Нова Зеландія - Пакистан - Польща - Південно-Африканський Союз - СФРЮ - Португалія |

## Аналоги того часу
- 85-мм зенітна гармата зразка 1939 року (52-К)
- 88-мм зенітна гармата FlaK 18/36/37/41
- 90-мм зенітна гармата M1/M2/M3
- 90-мм зенітна гармата 90/53 Mod. 1939
- 100-мм зенітна гармата Тип 98